# ボストン糖蜜災害
ボストン糖蜜災害（ボストンとうみつさいがい、英: Boston Molasses Disaster、または「糖蜜大洪水」、英: Great Molasses Flood, Great Boston Molasses Flood）は、アメリカ合衆国マサチューセッツ州ボストンの港湾部ノースエンドで1919年1月15日に発生した事故である。ピュリティ・ディスティリング・カンパニー (英: Purity Distilling Company、直訳すると「純粋蒸留社」) の敷地にあった870万リットルの糖蜜を詰めた巨大な貯槽が破裂した。これにより糖蜜の波が推定で時速56キロメートルの速さで街路を襲い、21名が死亡、約150名が負傷した。この事故は現地の伝説となり、事件から数十年経過した後でも、ボストンの住民は夏の暑い日には糖蜜の匂いがすると主張していた。

## 糖蜜の洪水

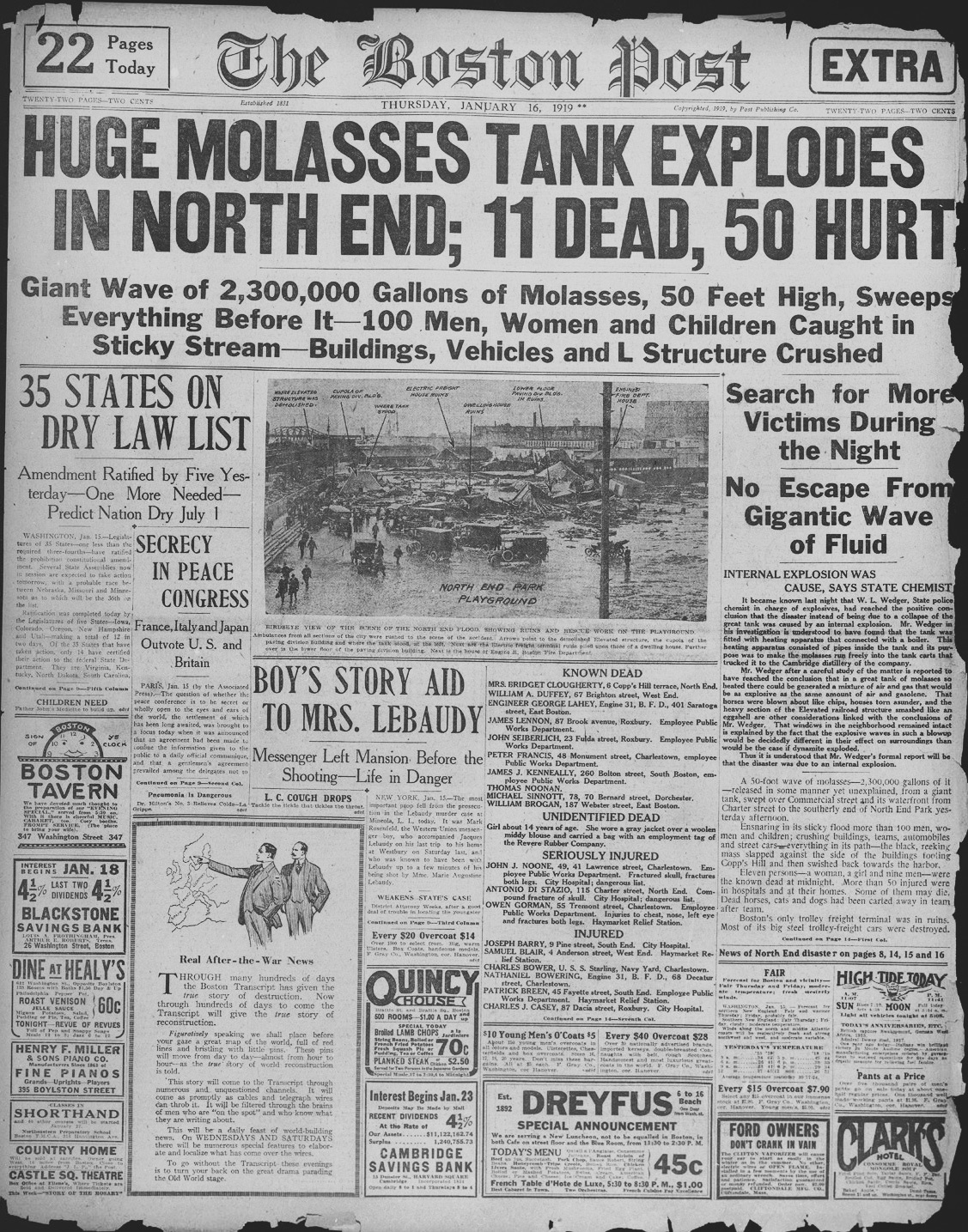
ボストン・ポストの報道

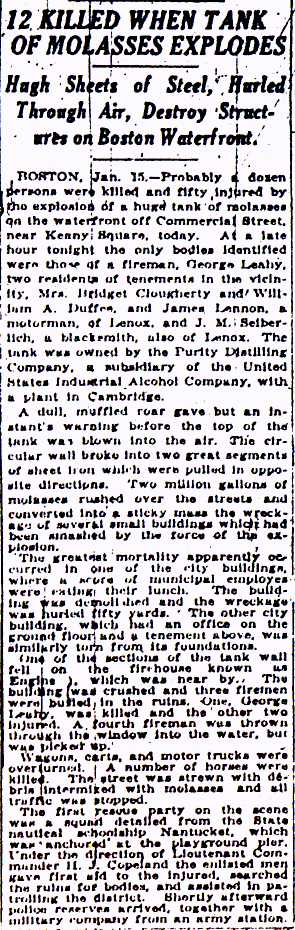
ニューヨーク・タイムズの報道

この事故が発生したのは1919年1月15日のことだった。ここ数日はひどく寒い日が続いていたが、その時期は気温が急上昇し40°F(4℃)を超えた:91, 95。糖蜜は発酵させてエチルアルコールを回収し、酒に使われたり、軍需品の生産のための主要な成分として用いられていた:11。貯蔵された糖蜜は、マサチューセッツ州ケンブリッジの、ウィロー・ストリートと現在エヴェレテーズ・ウェイと呼ばれている場所の間にあるピュリティ・ディスティリング・カンパニーの工場へ移送される予定だった。
キーニー広場の近くのコマーシャル・ストリート529番地にある糖蜜貯槽は、高さ50フィート(15メートル)、直径90フィート(27メートル)という大きさで、230万米ガロン(870万リットル)もの量の糖蜜を貯蔵していた。昼過ぎの午後12時30分頃、この貯槽が突然崩壊した。目撃者は貯槽が崩壊したとき、地面の揺れを感じ、轟音を聞いたと報告した。その長く響く轟音は鉄道が高架を通過しているかのようだったという。貯槽から鋲が吹き飛んだとき、すさまじい破壊音、太く低いうなり、落雷のような音、機関銃のような音を聞いたと語った人々もいる:92-95。

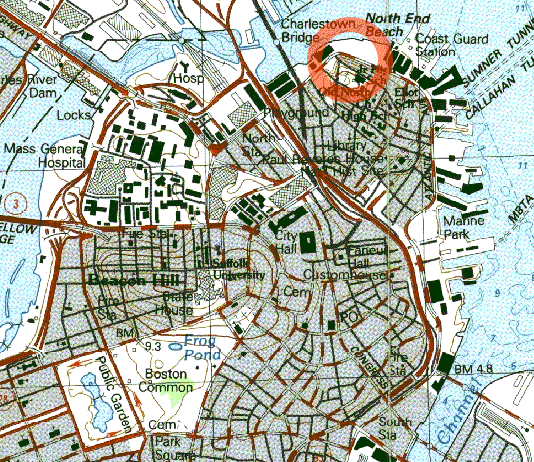
現在のボストンの商業地域の地図。糖蜜の洪水が襲った地域を丸印で示す。

糖蜜の密度は1立方メートル当たり約1.4トンであり、水よりも40パーセント高い。そのため、糖蜜は大きな位置エネルギーを有していた。貯槽の崩壊で、大きな位置エネルギーが多大な運動エネルギーを持った糖蜜の波を生み出した。その高さは最高25フィート(7.6メートル)、速さは時速35マイル(56キロメートル)にもなった。糖蜜の波は近隣のボストン高架鉄道のアトランティック・アベニュー高架線の橋桁に損傷を与え、瞬時のうちに鉄道車両を軌道から転覆させた。近くの建物は基礎から押し流されて破壊された。いくつかの区域は2フィート(60センチメートル)から3フィート(90センチメートル)もの高さの糖蜜で溢れかえった。著述家のスティーブン・プレオ (英: Stephen Puleo) は著書でボストン・ポストの次の報道を引用した。
腰ほどの高さの糖蜜が通りを覆い尽くし、残骸の周りで渦巻き泡立った。……あちらこちらにもがく生き物の姿があったが、それが動物か人間かは区別ができなかった。そこに生き物がいると教えてくれるのは、粘液の海の中をのたうつときに生じる隆起だけだった。……ハエ取り紙にたくさんくっついたハエのように馬が死んでいた。馬はもがけばもがくほど、糖蜜の深みにはまっていた。人間も馬と同じように男女問わず苦しんでいた:98。

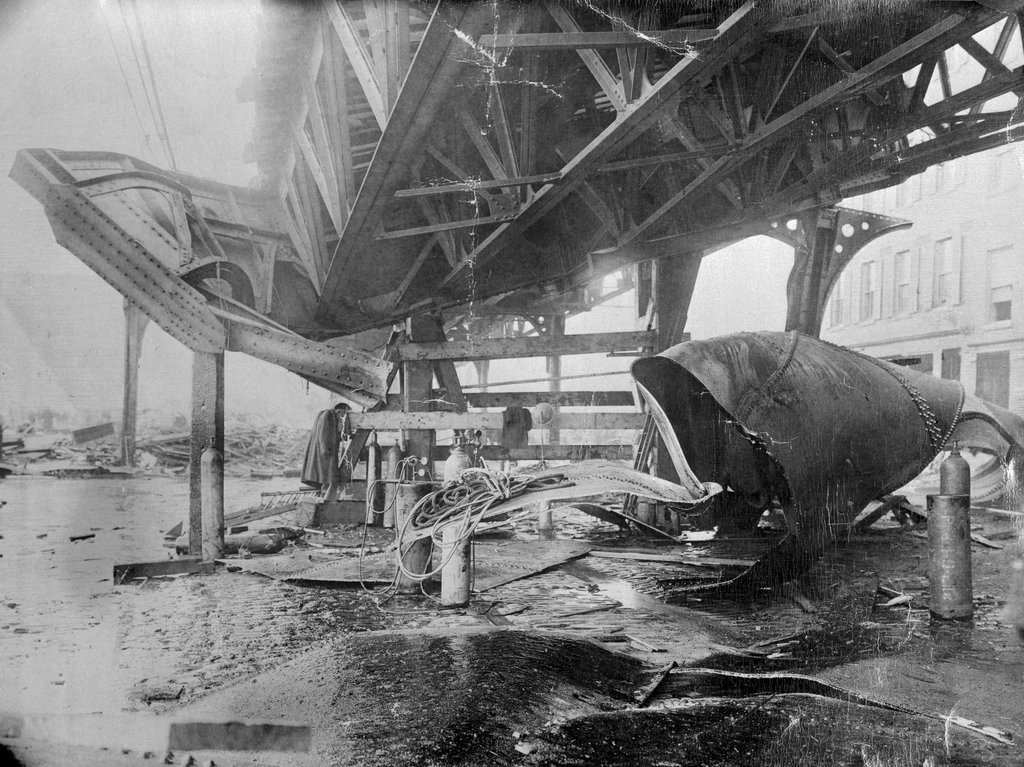
糖蜜の洪水で破壊された高架鉄道の橋桁

ボストン・グローブの報道によれば、人々は強風にあおられて転倒していたという。甘い匂いを含んだ強風で瓦礫が崩れ、その直撃を受けた人もいた。あるトラックはボストン港まで押し流されていた。糖蜜の波が通り過ぎた後、低い気温により糖蜜は粘度を増し、状況はさらに悪化した。これにより、糖蜜の波を受けた人々が糖蜜の中に捕らわれ、救出がいっそう困難になった。約150人が負傷し、21人と数頭の馬が死亡した。糖蜜や押し流された瓦礫により押し潰されたり、溺れたりした人もいた。馬や犬も含む負傷者たちの多くが咳の発作を起こしていた。エドワーズ・パーク (英: Edwards Park) は1983年のスミソニアンの記事に次に示す子供の体験談を掲載している。
アンソニー・ディ・スターシオ (英: Anthony di Stasio) は自分の姉妹とともにミケランジェロ・スクールから帰宅しようとしていたが、糖蜜の波にさらわれ、波の上へ転倒し、まるでサーフィンをしているかのような状態になった。それから波が小さくなると、転落して糖蜜の中を丸石のように転がされた。母親が名前を呼ぶ声が聞こえたが、返事はできなかった。喉がべたつく糖蜜で詰まって窒息していたためである。気を失い、それから目を開けると、4人の姉妹のうちの3人が自分のことを見ていた。

## 事故後

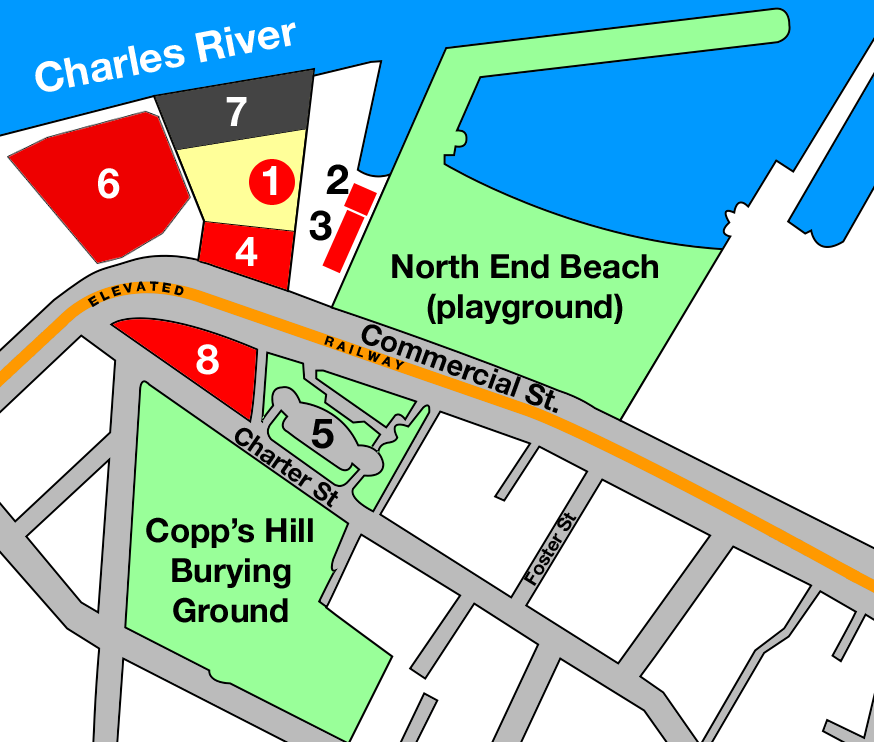
糖蜜災害の被害地域の詳細。1. ピュリティ・ディスティリングの糖蜜貯槽。2. 31番消防署。深刻な被害を受けた。3. 舗装局と警察署。4. ピュリティ・ディスティリングの事務所。押し潰された。5. コップス・ヒル台地。6. ボストン・ガス・ライト (Boston Gas Light) の建物。被害を受けた。7. ピュリティ・ディスティリングの倉庫。ほとんど無傷だった。8. 居住地域。この場所にあったCloughertyの家は押し潰された。

マサチューセッツ航海学校 (現在のマサチューセッツ海事大学) の練習船であるUSSナンタケットが近隣の公園の埠頭に到着し、H・J・コープランド (英: H. J. Copeland) 少佐の指揮の下、116名の士官候補生が最初に事故現場に到着した。士官候補生たちは街区を駆け抜けて事故現場へと向かい、野次馬が救助活動の妨げにならないようにしたり、膝の高さの糖蜜の淀みに足を踏み入れて生存者を引っ張り出したりした。ボストン警察、赤十字、陸軍、海軍もすぐに到着した。赤十字の看護師たちは糖蜜の中に飛び込んだり、負傷者を暖めたり、疲れ果てた作業者に食事を与えたりした。救助者たちの多くが夜通しで働いた。あまりにも多くの負傷者が発生したため、医師たちは近くの建物に仮設の病院を設立した。糖蜜の中を通って被害者を救助しに行くのは困難だった。捜索は4日間続いた。遺体の多くは余りにも多くの糖蜜を被っていたため、身元を確認するのが困難だった。ボストン港にまで押し流されてしまい、事故から3・4ヵ月後になってようやく発見された犠牲者もいた。
現地の住民は、ピュリティ・ディスティリング・カンパニーを1917年に買収していたユナイテッド・ステーツ・インダストリアル・アルコール・カンパニー (英: United States Industrial Alcohol Company、略称: USIA、直訳すると「合衆国産業アルコール社」) を相手取って集団訴訟を起こした。これはマサチューセッツ州における最初の集団訴訟の事例の一つであり、現代の法人規制につながる画期的な出来事となったと考えられる。企業側はアルコールを軍需品の原料として使用していたという理由から、貯槽は無政府主義者によって爆破されたと主張した:165。しかし、3年間の審問の後、裁判所が任命した監査役はUSIAに責任があると判断し、企業側は最終的に62万8千ドル (2018年の相場で908万ドルに相当する) の損害賠償を支払うこととなった。犠牲者の親類は犠牲者1人当たり7千ドル (2018年の相場で10万1千ドルに相当する) を受け取ったという。

### 清掃
被害地域の清掃の際には、消防艇から汲み取った塩水で糖蜜を押し流し、砂を使って糖蜜を吸着させた。ボストン港は夏になるまで糖蜜で茶色になった。直接的に被害を受けた地域の清掃には数百名もの人々が参加したが2週間を要した:132-134, 139。残りのグレーター・ボストンとその近郊の清掃にはさらに時間を要した。救助担当者や清掃担当者、そして見物人たちが街を移動するときに糖蜜を踏みつけ、地下鉄のプラットフォーム、地下鉄や市電の電車内の座席、公衆電話、住居:139、その他無数の場所に糖蜜を広げていってしまったのである。ボストンのありとあらゆるものがねばねばとしていたという。

### 死者
| 氏名               | 年齢 | 職業                                                                    |
| ------------------ | ---- | ----------------------------------------------------------------------- |
| Patrick Breen      | 44   | 労働者 (ノースエンド・ペイヴィング・ヤード <英: North End Paving Yard>) |
| William Brogan     | 61   | 御者                                                                    |
| Bridget Clougherty | 65   | 主婦                                                                    |
| Stephen Clougherty | 34   | 無職                                                                    |
| John Callahan      | 43   | 舗装工 (ノースエンド・ペイヴィング・ヤード)                             |
| Maria Di Stasio    | 10   | 児童                                                                    |
| William Duffy      | 58   | 労働者 (ノースエンド・ペイヴィング・ヤード)                             |
| Peter Francis      | 64   | 鍛造工 (ノースエンド・ペイヴィング・ヤード)                             |
| Flaminio Gallerani | 37   | 運転手                                                                  |
| Pasquale Iantosca  | 10   | 児童                                                                    |
| James H. Kenneally | 不明 | 労働者 (ノースエンド・ペイヴィング・ヤード)                             |
| Eric Laird         | 17   | 御者                                                                    |
| George Layhe       | 38   | 消防士 (消防車31号)                                                     |
| James Lennon       | 64   | 御者 / 電車運転手                                                       |
| Ralph Martin       | 21   | 運転手                                                                  |
| James McMullen     | 46   | 職長、ベイステート・エクスプレス (英: Bay State Express)                |
| Cesar Nicolo       | 32   | 運送屋                                                                  |
| Thomas Noonan      | 43   | 港湾労働者                                                              |
| Peter Shaughnessy  | 18   | 御者                                                                    |
| John M. Seiberlich | 69   | 鍛造工 (ノースエンド・ペイヴィング・ヤード)                             |
| Michael Sinnott    | 78   | 電報速達吏                                                              |

情報源::239

## 原因

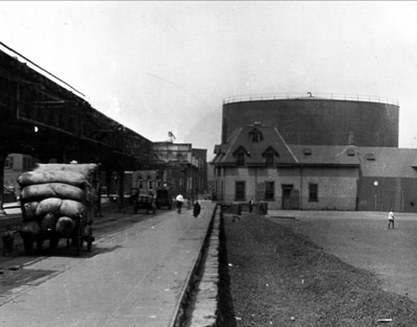
後に事故を起こした糖蜜貯槽 (撮影日不明)

糖蜜災害の原因には複数の要因が関与していた可能性がある。貯槽は粗雑に建設され、十分に試験されていなかった。また、貯槽内で起こった発酵により二酸化炭素が発生し、貯槽の内圧が上昇して破裂した可能性もある。事故の前日の気温の上昇が内圧の増加を助長したと考えられる。この時期は気温が-17℃から5℃にまで上昇していた。貯槽の基礎の近くのマンホールの蓋の所から破損が発生し、材料の劣化による亀裂が致命的な段階にまで成長した可能性もある。
貯槽が数年前に建築されて以来、満杯になったのは8回しかなく、貯槽の壁には断続的かつ周期的に負荷がかかっていた。数名の著述家が、ピュリティ・ディスティリング・カンパニーは法律による規制が成立する前に急いで製品を生産しようとしていたと述べている。当時、禁酒法が翌日 (1919年1月16日) に裁可され、翌年に発効することになっていた。また、糖蜜災害の後に行われた調査により、貯槽の建築の監督者だったアーサー・ジェル (英: Arthur Jell) が貯槽に水を入れて漏洩の有無を確認するという基本的な安全試験 (いわゆる水張試験・水張検査) を怠っていたことや、貯槽に糖蜜を入れる度にうなるような音が鳴っていたという危険な兆候を無視していたことが判明した。ジェルはUSIAの会計係であり、建築・工業分野の経験が無かった。糖蜜を入れたとき、貯槽からひどく漏洩したため、漏洩を隠すために貯槽は茶色に塗装された。地元の住人は漏れた糖蜜を集めて家へ持ち帰っていた。さらに、2014年の調査では、現代の工学技術による分析が行われ、これにより、使用されていた鋼鉄材が貯槽の大きさに対して決められた厚さの半分しかなかったことが判明した。しかも、それは当時の厳密でない基準のうえでの話である。また、鋼鉄材にはマンガンが含まれておらず、それにより余計に脆くなっていた。貯槽の鋲も亀裂が入っていたようで、亀裂が最初に生じたのは鋲の穴だった。
その後、2016年に、ハーバード大学の科学者と学生のチームが糖蜜災害について大規模な調査を行った。調査の際、1919年の新聞記事や古い地図、天気予報といった多数の情報源からデータを収集した。研究学生たちは被害地域の縮尺模型に冷えたコーンシロップを溢れさせて挙動を調べるという研究も行った。糖蜜災害の際に糖蜜の洪水が急速に街を襲ったと報告されていたが、研究者たちはそのような現象は発生しうると結論付けた。糖蜜災害の2日前、運搬しやすいように外気よりも温度の高い状態で糖蜜が貯槽に加えられ、糖蜜の粘性が低下した。貯槽が破裂したとき、糖蜜は街を広がっていくほどに温度が低下した。こうして冷やされていくことで糖蜜の粘性は劇的に増加した。糖蜜の温度は当時のボストンの冬の夕方の気温と同じ温度になるまで低下していった。ハーバード大学の研究では、糖蜜は街を広がっていくほどに温度が下がって急速に濃度を増し、これにより被害者が窒息する前に救助しようという試みを妨げることになったという結論になった。

## 被害地域の現在

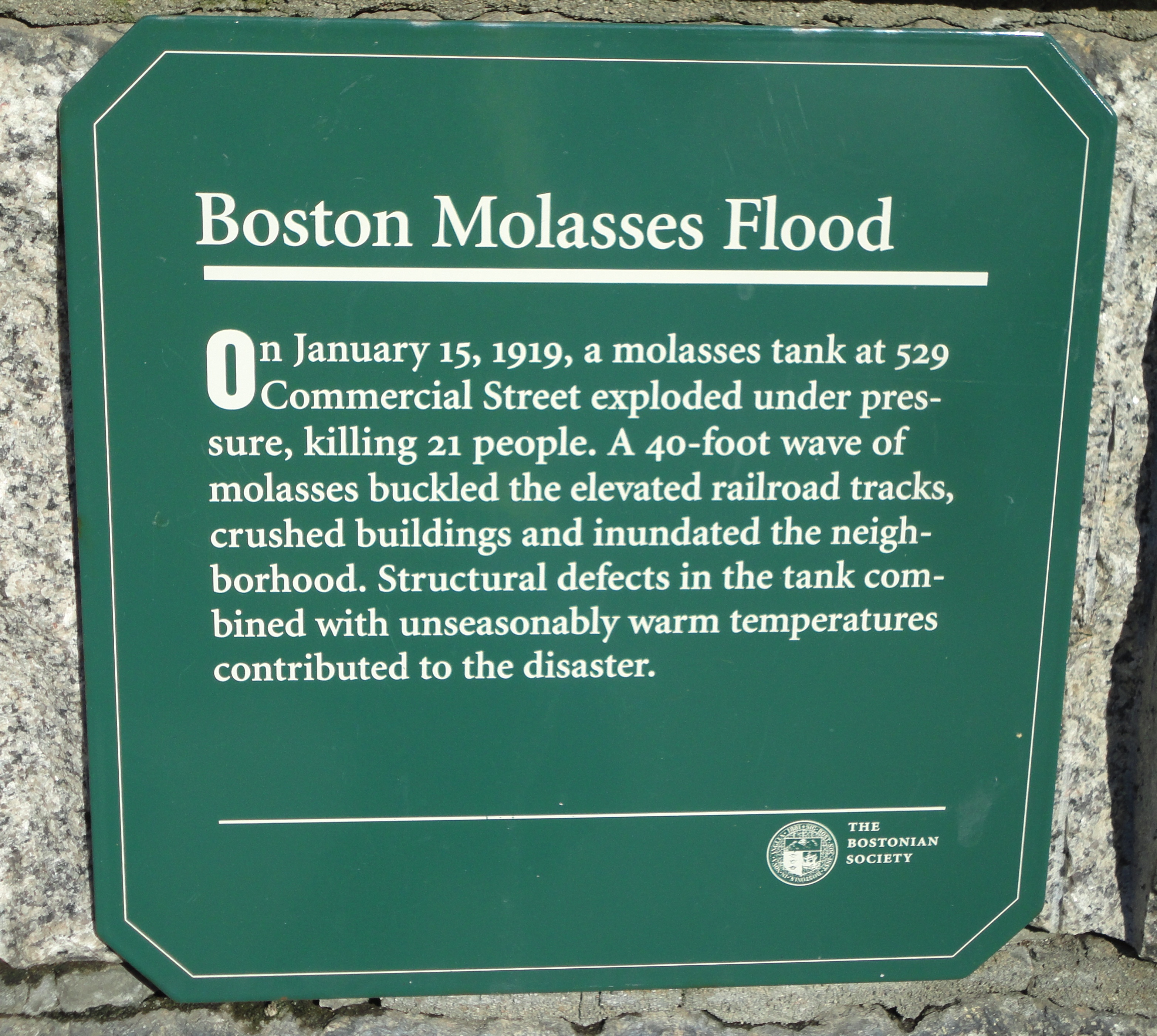
糖蜜災害の記念碑

USIAは貯槽を再建しなかった。貯槽とノースエンド・ペイヴィング・カンパニー (英: North End Paving Company) がかつてあった土地はボストン高架鉄道 (マサチューセッツ湾交通局の前身) の作業場となった。現在では市が所有する娯楽用の総合施設となった。正式名称は「ランゴン・パーク」 (英: Langone Park) であり、リトルリーグの野球場、運動場、ボッチ用のコートが特色である。そのすぐ東にはさらに規模の大きいパオポロ・パーク (英: Puopolo Park) があり、こちらも娯楽用の施設を保有している。
パオポロ・パークの入口にはボストン市民協会が設置した小さな記念碑が設置されており、糖蜜災害を今に伝えている。記念碑には"Boston Molasses Flood" (日: ボストン糖蜜洪水) という題名が付けられており、次の文面が記されている。
1919年1月15日、商業通り529番地にあった糖蜜貯槽に圧力がかかって破裂し、21名が死亡した。40フィート (12メートル) の糖蜜の波が高架鉄道の軌道を捻じ曲げ、建物を破壊し、地域に溢れ返った。貯槽の構造上の欠陥が季節外れの温かい気温と合わさってこの災害を招いた。
糖蜜災害が起きて以来、糖蜜の洪水がもたらした損傷のためだけでなく、災害後も数十年間ノースエンドを充満し続けた甘い匂いのため、この事故は地元の文化の主要な要素となっている。ジャーナリストのエドワーズ・パークは、糖蜜の匂いは数十年もの間、紛れもなくボストンの独特の空気であり続けたと述べた。
2019年1月15日、糖蜜災害の100周年のイベントのために記念式典が開催された。地中探査レーダを使用して、1919年に貯槽があった正確な場所が突き止められた。ランゴン・パークの野球場の内野の場所から約50センチメートル下に、貯槽の基礎だったコンクリートの厚板が残っていたのである。式典の参加者たちは貯槽の縁の位置を示す円の中に立った。そして、糖蜜の洪水が原因で死亡した21名の名前を読み上げた。

## 文化への影響
糖蜜災害が直接的な原因となり、建設の基準を規定する数多くの法律や規制が改正された。その中には、建築の際には資格を持つ建築士と土木技師の監督が必要という規定も含まれる。
ボストンで観光業を営むボストン・ダック・ツアーズ (英: Boston Duck Tours) という会社には、遊覧用のDUKWにボストンの著名な地名や出来事などに由来する名前を付ける慣習がある。あるDUKWには糖蜜災害にちなんで「Molly Molasses」 (日: モリー・モラシーズ、"molasses"は「糖蜜」という意味) という名前が付いている。
また、マサチューセッツ工科大学では「MITミステリーハント」というパズルゲームのイベントが年に1回開催されており、2019年のテーマとして糖蜜災害が選ばれている。
ポーランドのコンピュータゲーム開発・販売企業CD Projektには、ボストンに「The Molasses Flood」という名の開発スタジオがある。